# Ferenc-hegyi-barlang
A Ferenc-hegyi-barlang Magyarország hetedik leghosszabb barlangja. Hévizes eredetű mint a többi rózsadombi barlang. 1982-ben Magyarország fokozottan védett barlangjainak egyikévé nyilvánították.

## Leírás
A barlang Budapest II. kerületében, a Hármashatár-hegy csoportjához tartozó Ferenc-hegyen nyílik. A barlang jelenlegi, mesterséges bejárata a Ferenchegyi út É-i oldalán, az Őzgida utcai elágazásnál lévő fás-bokros területen található lezárva. A régi, felfedező bejáratát, amely a Törökvész út 63. számú ház előtt volt, barlang- és életvédelmi okokból lebetonozták.
A legszövevényesebb járatú, leginkább labirintusszerű budapesti barlang. Nem tartozik a nagy technikai felkészültséget igénylő barlangok közé, inkább szűk, hasadékszerű járatairól nevezetes. Annak ellenére, hogy a Ferenc-hegyi-barlang hazánk egyik legjelentősebb barlangja, tudományos feldolgozása alig történt meg. Az átlagos középhőmérséklete 9,9 °C, amely értéket Loksa Imre mérte 1958. évi vizsgálatsorozata alkalmával. A barlangi klímaviszonyok elsősorban a barlang és a felszín kapcsolatát, a hasadékrendszerek összeköttetéseit tükrözik. A Duna–Ipoly Nemzeti Park Igazgatóság engedélyével látogatható.
1976-ban volt először Ferenc-hegyi-barlangnak nevezve a barlang az irodalmában. Előfordul a Ferenc-hegyi-barlang az irodalmában Aragonit-barlang (Bertalan 1976), Ferenc-hegy Cave (Kordos 1977), Ferenchegyi aragonit barlang (Mottl 1934), Ferenchegyi aragonitbarlang (Polgárdy 1941), Ferenchegyi-barlang (Bertalan 1976) és Ferenchegyi barlang (Kadić 1934) neveken is. A Ferenc-hegyről lett elnevezve, amelyben található.

## Kialakulás
A barlang ÉNy–DK-i és erre merőleges, ÉK-DNy-i irányú keskeny hasadékrendszer mentén alakult ki. A Ferenc-hegyi-barlang ugyanúgy mint a többi nagy budai barlang, tektonikus hasadékok mentén elsődlegesen a melegvíz oldó hatására keletkezett eocén mészkőben és márgában. A barlangban megfigyelhetők jellegzetes oldásformák, kagylók, csatornák, forráscsövek, gömbüstök és gömbfülkék. Talán az összes budai nagy barlang közül ebben található meg a legtöbb hévízre utaló ásványi anyag. Már a felfedezéskor feltűnt a hosszában kettétört, ásványos Hévforrás-cső, amely, mint neve is mutatja, az egyik melegvíz-feltörési pont lehetett. Az eocén nummulitiszes mészkő falait és repedéseit sokfelé borítja barit, amely valószínűleg a barlangtágulást közvetlenül megelőzően vált ki magasabb hőmérsékletű vízből.
Érdekes, hogy Kerekes József a barlangban barittal bevont, valószínűleg pannon üledékből származó kvarckavics-konglomerátumot talált, aminek alapján a barlang kialakulását a felső-pannonra helyezte. A fiatalabb, alacsonyabb hőmérsékletű melegvízből keletkeztek a borsókövek, amelyek anyaga aragonit lehet, valamint a karfiolszerű és a lemezes kristályhalmazok; de megállapítottak belőle nyomokban kalcitszivacsot, gipszkristályokat, gejziritet és lublinitet is. A felszínhez közeli barlangágak megközelítik, sőt több helyen el is érik a fedő, kevésbé állékony bryozoás márgát.

## Képződmények, látnivalók
A barlangi túra klasszikus útvonalán a következő barlangrészekben lehet túrázni. A bejárati folyosó jellegzetes, szűk helyein, mint a Harakirin, a Csúszdán és a Kígyó-torkán átjutva a látogató az egymást keresztező hasadékok sokaságába érkezik. A főhasadék ÉNy-DK-i irányú. A második főhasadék végén található az Omladék-terem, a harmadik főhasadék és a második kereszthasadék találkozásánál a Gomba-terem, amely egy hatalmas, gomba alakú sziklaképződményről kapta nevét. Tovább, az Akna-terembe sok járat vezet, de még bonyolultabb az utána következő útvesztő.
Csak nehezen találni meg az utat a szűk Bocskai-kapun át a Barit-folyosóba, amelyet a falat borító borsárga színű kristályokról neveztek el. Nem messze innen a barlang egyik legnagyobb ürege, a Bocskai-terem következik, amelynek falain nincsenek látványos díszítések. Innen D felé haladva a falakat ismét borsókövek és kőrózsák díszítik, de egyre inkább szembetűnnek a korrodált sziklafalak, a járat végén pedig folyóhordalékszerű lerakódás és gömbölyű kvarckavicsok figyelhetők meg.
É-ra fordulva, a labilis törmelékhalmazon felmászva a Felső-emelet található, ahol két nagyon érdekes terem van. Ezek falai ugyanis teljesen simák és gömbölyűek, a látogatónak az az érzése, mintha egy nagy golyó üreges belsejében volna. A Felső-emelet É-i részében, a járat szűkületén át a barlang legnagyobb ürege következik. Ennek folytatása meredek szakadékba vezet, amely visszavisz az Alsó-szintre.

## Kutatástörténet
1933. szeptember 26-án a Törökvész úton csatornázási munkálatokat végeztek, és a csatornaárok mélyítése során üreget találtak. A felfedezésnek gyorsan elterjedt a híre. Először Miklóssy Géza gyógyszerész tekintette meg, aki ezután telefonon értesítette Kadić Ottokárt. Ő még aznap kiszállt a helyszínre, és mivel látta, hogy rendkívül nehezen járható szűk üregre akadtak, kérésére Kessler Hubert és a Budapesti Egyetemi Turista Egyesület barlangkutatói tárták fel azt. A leírások szerint akkori hossza kb. 500 m volt. Az első cél annak elérése volt, hogy be ne építsék az előrehaladott csatornázási munkálatok folyamán megnyílt barlang bejáratát. A következő teendő a barlang részletes bejárása és felmérése volt. Ezt a nehéz munkát szintén a BETE barlangkutatói végezték el, ugyancsak Kessler Hubert vezetésével. A következő években az egyetemi kutatók folytatták feltáró munkájukat a barlangban, aminek hossza az első feltárások óta majdnem háromszorosára nőtt, és elérte a 870 m hosszúságot.
Az 1937-ben megjelent és Szeghalmy Gyula által írt könyvben szó van arról, hogy majdnem Buda közepén, a rózsadombi villanegyedtől É-ra egy hatalmas barlangvidék fekszik a Föld mélyén: a Szemlő-hegyi-barlang, a Ferenc-hegyi-barlang és a Pál-völgyi-barlang vidéke. Ezeket a nemrég feltárt barlangjáratokat a Föld mélyén áramló karsztvíz és feltörő hőforrások a pliocénben és a pleisztocénben hozták létre eocén bryozoás márgában, de leginkább eocén nummuliteszes mészkőben. A barlangok hossza együtt 4000 m-nél több, de a jelekből ítélve itt a Föld mélyén megbújó járatoknak valószínűleg csak egy kis része van felfedezve. A további kutatás, faláttörés majd eldönti, hogy a Baradla-barlangon kívül Magyarország másik legkiterjedtebb barlanghálózata a Budai-hegyek alatt van-e. A Ferenc-hegyi-barlangot 1933-ban, a Törökvész út csatornázásakor fedezték fel. Ez a barlang jelenleg még el van zárva a nagyközönségtől, mert sziklalabirintusai az egymást össze-vissza keresztező járatok szövevényéből állnak, ezért bejárása nemcsak rendkívül fárasztó, de veszélyes is. Falain ugyanolyan rózsacseppkövek vannak, mint a Szemlő-hegyi-barlangéin.
A Természetbarát 1938. évi 3–4. számában meg van említve, hogy a TTE barlangkutatói eltervezték, hogy ha elég érdeklődő lesz, akkor Pest környéki barlangkörtúrát (pl. Ferenc-hegyi-barlang, Szemlő-hegyi-barlang, Pál-völgyi-barlang, Solymári-ördöglyuk, Legény-barlang, Kevélyi barlang) fognak vezetni. Őszi barlangtúranaptár: 1938. december, Ferenc-hegyi-barlang (vezető: Révai Ernő). A Természetbarát 1938. évi 5–6. számában lévő közlemény szerint a melegvíz eredetű barlangok (pl. a Ferenc-hegyi-barlang, amely Pest környékén van) csodálatosan szépek. Hatalmas falakat díszítenek gipsz, barit, aragonit kristályok milliói.
Az 1941-ben kiadott Magyar turista lexikonban külön szócikke van a barlangnak. A kiadványban az olvasható, hogy a bonyolult kiterjedésű Ferenchegyi aragonitbarlang 1933-ban lett felfedezve. A barlang mesterséges bejárata Budapesten, a Törökvész utca 65. számú ház előtti úttesten található. Csatornázás közben fedezték fel a barlangot. Kessler Hubert részletesen felmérte és vizsgálta a barlangot, amely párhuzamos és egymást ugyanazon szög alatt keresztező hasadékok rendszeréből áll. Nagyobb termek jöttek létre a repedések kereszteződésénél. A diaklázisok mentén alulról feltörő hévizek miatt alakult ki a barlang. Gömbölyű, rózsaszerű és csipkeszerű képződmények, amelyek melegvízből rakódtak le, jellemzők a barlangra. A barlangban barit és gipsz is előfordul (báriumtartalmú és kénes víz lerakódása). Budapest készíttette el a barlang mesterséges lejárati aknáját, amelynek fedele mindig le van zárva. A barlangot a Budapesti Egyetemi Turista Egyesület kezeli. A Pál-völgyi-barlang szerkezete hasonló a Ferenc-hegyi-barlang és a Szemlő-hegyi-barlang szerkezetéhez. A Pál-völgyi-barlangban több a cseppkő és kevesebb a hévíz által létrehozott képződmény.
1959-re elkészült a barlang teljes, új járatokat is tartalmazó térképe. Közben Loksa Imre a Vámőrség Barlangkutató Csoportja segítségével biológiai vizsgálatokhoz kapcsolódóan barlangklimatológiai méréseket is végzett. Az 1960. évi Karszt- és Barlangkutatási Tájékoztatóban meg van említve, hogy a Róka-hegyi-barlangnak magasabban (236 m tszf.) van a bejárata, mint a Pál-völgyi-barlangnak és a Szemlő-hegyi-barlangnak, valamint 16 m-rel alacsonyabban, mint a Ferenc-hegyi-barlangnak. Minden bizonnyal egykorúak ezek a hévizes barlangok és a pleisztocén legelején jöttek létre. Az 1961-ben kiadott, Vitéz András és Pap Miklós által szerkesztett, Budapest című könyvben szó van arról, hogy a Ferenchegyi-barlangot a Törökvészi út 65. számú ház előtt található út építésével fedezték fel. Az 1 km hosszú barlangban gyönyörködtetik a barlangkedvelőket a kelvilágra emlékeztető cseppkövek mellett a változatos függőcseppkövek, állócseppkövek, illetve a táblás kifejlődésű kis baritkristályok.
A Ferenc-hegyi-barlangban lévő Alvilág bejáratát képező Ferde-terem felső sarkánál 1963-ban sikeres bontással bejutottak az I. sz. DK-i főhasadékba. A feltárás következménye váratlan volt. Egymást követték a nyitott hasadékok, és ezáltal a barlang addig ismert 2070 m hosszúságát 1100 m-rel növelték. 1963 végére 3180 m hosszúságban volt ismert a Ferenc-hegyi-barlang, amely ezzel az ország 3. leghosszabb barlangja lett. A most feltárt részek jellegüknél fogva szervesen kapcsolódtak a barlang addig ismert szakaszaihoz: hosszanti és keresztirányú repedésrendszereket, sok aragonit-képződményt és cseppkövet találtak. A DK-i főhasadékok az egész barlangrendszer addig ismert legszélesebb járatainak bizonyultak.
Az 1964-ben kiadott, Az országos kék-túra útvonala mentén című könyvben az van írva, hogy a Látó-hegy lábánál terül el a nevezetes rózsa-dombi barlangvidék és itt található, az Árpád-kilátóhoz közel a Ferenc-hegyi-barlang, amely közelebb van a kilátóhoz mint a Szemlő-hegyi-barlang. 1972. március 27-én négy kisfiú merészkedett be a barlangba, majd miután elfogytak gyertyáik, a Barlangi Mentőszolgálatnak kellett kimenteni őket.
1972. április 8-án szintén a Barlangi Mentőszolgálat segített a felszínre öt eltévedt és kimerült zseblámpás, elfáradt fiatalembert. 1973. augusztus 12-én három főből álló turistacsoport tévedt el a bonyolult labirintusban – ők is a Barlangi Mentőszolgálat segítségével jutottak ki. Ehhez a barlanghoz kapcsolódott a 20. század második felének legsúlyosabb magyarországi barlangi tragédiája is, amikor 1975 júniusában négy kalandvágyó fiatal holttestére bukkantak a Karfiol-terem közelében. A Bertalan Károly és Schőnviszky László által összeállított, 1976-ban megjelent Magyar barlangtani bibliográfia barlangnévmutatójában meg van említve a Budai-hegységben lévő barlang Ferenc-hegyi-barlang néven. A barlangnévmutatóban fel van sorolva 84 irodalmi mű, amelyek foglalkoznak a barlanggal.
1976-ban vált országos jelentőségű barlanggá a 4700-as (Budapest és Budai-hegység) barlangkataszteri területen lévő, II. kerületi Ferenc-hegyi-barlang. Az 1976-ban összeállított, országos jelentőségű barlangok listájában lévő barlangnevek pontosítása után, 1977. május 30-án összeállított, országos jelentőségű barlangok listáján rajta van a Budapest II. kerületében található barlang Ferenc-hegyi-barlang néven. Az 1976-ban befejezett, Magyarország barlangleltára című kéziratban az olvasható, hogy a Budapest II. kerületében lévő Ferenchegyi-barlang másik neve Aragonit-barlang. A Törökvész út 65. előtti járda szélén van a vasráccsal és vaslappal lezárt aknájú felfedező bejárat. Másik bejárata erdőben van és ez vasbeton aknafedővel lezárt akna. A barlang 3560 m hosszú és kb. 40 m mély. Több szintben elhelyezkedő hálózatos hasadékrendszer. Csak vezetővel lehet megtekinteni meghatározott létszámú csoportokban. Bejárásához kis sziklamászó képesség és ellenálló felszerelés szükséges. A kézirat barlangra vonatkozó része 8 irodalmi mű alapján lett írva.
Az 1977. évi Karszt és Barlang angol nyelvű különszámában megjelent, The longest and deepest caves of Hungary (December 31, 1975) című közleményből megtudható, hogy a Budai-hegységben fekvő, 4000 m hosszú Ferenc-hegy Cave 1975. december 31-én Magyarország 4. leghosszabb barlangja. Az 1977. december 31-i állapot szerint (MKBT Meghívó 1978. május) a Budai-hegységben lévő és 4000 m hosszú Ferenc-hegyi-barlang az ország 4. leghosszabb barlangja. Az 1977. évi Karszt és Barlangban megjelent, Bajomi Dániel által írt tanulmány szerint Lithobius stygius infernus nevű százlábú előfordul a budai Ferenc-hegyi-barlangban. A tanulmányban van egy Magyarország térkép, amelyen a Magyarországon lévő, biológiailag kutatott barlangok földrajzi elhelyezkedése figyelhető meg. A térképen látható a biológiailag feldolgozás alatt álló Ferenc-hegyi-barlang földrajzi elhelyezkedése. A folyóirat 1977. évi különszámába bekerült a tanulmány angol nyelvű változata. Ebben a tanulmányban is közölve lett a térkép, amelyen Ferenc-hegy a barlang neve.
Az 1977. évi Karszt és Barlangban megjelent összeállítás alapján, 1977. december 31-én Magyarország 5. leghosszabb barlangja a Budai-hegységben elhelyezkedő, 1977. december 31-én, 1976-ban és 1975-ben 4000 m hosszú Ferenc-hegyi-barlang. Ez az összeállítás naprakészebb az 1978. májusi MKBT Meghívóban publikált listánál. Az 1980. évi Karszt és Barlang 1. félévi számában publikálva lett, hogy a kiemelt jelentőségű Ferenc-hegyi-barlang a 4700-as barlangkataszteri területen (Budai-hegység és Érd környéke) helyezkedik el. A barlangnak 4762/4. a barlangkataszteri száma. Az MKBT Dokumentációs Bizottsága a helyszínen el fogja helyezni, a többi kiemelt jelentőségű barlanghoz hasonlóan, a barlang fémlapba ütött barlangkataszteri számát. A barlangkataszteri szám beütéséhez alapul szolgáló fémlap ugyanolyan lesz mint a többi kiemelt jelentőségű barlang fémlapja.
1982. július 1-től az Országos Környezet- és Természetvédelmi Hivatal elnökének 1/1982. (III. 15.) OKTH számú rendelkezése (1. §. és 3. §., illetve 5. sz. melléklet) értelmében a Budai-hegységben lévő Ferenc-hegyi-barlang fokozottan védett barlang. Mérete, genetikája és ásványkiválásai miatt lett fokozottan védett barlang. Az 1982. szeptember–októberi MKBT Műsorfüzetben meg van említve, hogy a Budai-hegységben található Ferenc-hegyi-barlang fokozottan védett barlang. A felsorolásban a barlangnevek az MKBT által jóváhagyott és használt helyesírás szerint, javított formában lettek közölve. Az 1984-ben megjelent, Magyarország barlangjai című könyvben részletesen le van írva a Ferenc-hegyi-barlang és publikálva lett a barlang két fényképe. A könyvben van egy Magyarország térkép, amelyen a Magyarországon lévő, biológiailag kutatott barlangok földrajzi elhelyezkedése figyelhető meg. A térképen látható a biológiailag feldolgozás alatt álló Ferenc-hegyi-barlang földrajzi elhelyezkedése. A kiadvány országos barlanglistájában szerepel a Budai-hegységben lévő barlang Ferenc-hegyi-barlang néven Aragonit-barlang névváltozattal. A listához kapcsolódóan látható a Dunazug-hegység barlangjainak földrajzi elhelyezkedését bemutató 1:500 000-es méretarányú térképen a barlang földrajzi elhelyezkedése.
Az 1985. évi Karszt és Barlangban röviden ismertetve van, hogy a Ferenc-hegyi-barlang volt az egyik helyszíne az Óbudai Kinizsi által rendezett 1978. évi Kinizsi Kupa országos barlangversenynek, amelyet az FTSK Barlangkutató Szakosztály tagjai, Gazdag L., Lukács László és Vidics Zoltánné nyertek. A Ferenc-hegyi-barlang volt a helyszíne a BEAC Barlangkutató Csoport által rendezett 1980. évi versenynek, amelyet a MÁV BVKH, Lukács László, Lukács Lászlóné és Tumpek Gy. nyertek. Az 1986. évi Karszt és Barlangban megjelent bibliográfia regionális bibliográfia részében szerepel a barlang Ferenc-hegyi-barlang néven. Az összeállítás szerint a Karszt és Barlangban publikált írások közül 1 foglalkozik a barlanggal.
Az 1987. évi MKBT központi kutatótábor tájékoztatójában van egy ábra, amelyen megfigyelhető, hogy a budai barlangok közül néhány, pl. a Ferenc-hegyi-barlang mekkora tszf. magasságban helyezkedik el, illetve ezeknek a barlangoknak mekkora a függőleges kiterjedése. Az 1987. december 31-i állapot alapján Magyarország 7. leghosszabb barlangja a 4762/4 barlangkataszteri számú, 4000 m hosszú Ferenc-hegyi-barlang. Az összeállítás szerint az 1977. évi Karszt és Barlangban közölt hosszúsági listában a barlang 4000 m hosszú.
Az 1989. évi Karszt és Barlangban lévő, Magyarország barlangjai című összeállításban szó van arról, hogy a Budai-hegység barlangokban leggazdagabb területe a Budapest II. kerületében fekvő Rózsadomb, ahol 1 km²-es területen belül helyezkedik el az öt legkiterjedtebb barlang. Közülük egyik a csatornaásás során, 1933-ban felfedezett Ferenc-hegyi-barlang. Ez a barlang a Rózsadomb térségének legmagasabban húzódó barlangja. Kb. 4 km hosszú járatlabirintusa csak 120×250 m-es alapterületen helyezkedik el. Folyosói nagyon hasadékjellegűek, aránylag szűkek. Felső szintjén van néhány nagy gömbfülke is. Falain gyakran látszik a sárgásfehér, szőlőfürtszerű borsókőkiválás, melyet helyenként a később megint felerősödött vízáramlás hévforráscsövei áttörtek.
A publikációban lévő 5. ábrán (a szépvölgyi és rózsadombi barlangvidék nagy barlangjainak – illetve a forrásoknak – földrajzi elhelyezkedését szemléltető térkép) be van mutatva a barlang földrajzi elhelyezkedése. A folyóirat 1989. évi különszámában napvilágot látott ennek az utóbbi tanulmánynak az angol nyelvű változata (The caves of Hungary). Ebben a tanulmányban Ferenc-hegy Cave a barlang neve. Az angol nyelvű tanulmányhoz mellékelve megjelent egy olyan lista, amelyben Magyarország leghosszabb barlangjai vannak felsorolva. A felsorolás szerint a Budai-hegységben fekvő, 4000 m hosszú Ferenc-hegyi-barlang (Ferenc-hegy Cave) 1988-ban Magyarország 7. leghosszabb barlangja. (1977-ben is 4000 m hosszú volt a barlang.)
1990-ben Szenthe Istvánnak, a MÁFI Barlangkutató Csoportnak és a Vakond Barlangkutató Csoportnak volt kutatási engedélye a barlang kutatásához. Az 1993. március–áprilisi MKBT Műsorfüzetben megjelent, hogy a KTM Természetvédelmi Hivatal egy plakátsorozat megjelenését tervezte, amelyen a magyarországi fokozottan védett barlangok szerepelnek, és ehhez diákat keresett. Előkészítés alatt állnak a Budai-hegység fokozottan védett barlangjairól és a közeljövőben fokozottan védett barlangjairól készült plakátok, köztük a Ferenc-hegyi-barlangot ábrázoló is. Ez a barlang is csillaggal lett megjelölve, amely azt jelenti, hogy leginkább erről a barlangról keres fényképet. 1997 óta légúti megbetegedésben szenvedő gyerekek számára hasznosítják betegségmegelőző és sportterápiás célokra.
1998. május 14-től a környezetvédelmi és területfejlesztési miniszter 13/1998. (V. 6.) KTM rendelete szerint a Duna–Ipoly Nemzeti Park Igazgatóság illetékességi területén, a Budai-hegységben található Ferenc-hegyi-barlang az igazgatóság engedélyével látogatható. 2001. május 17-től a környezetvédelmi miniszter 13/2001. (V. 9.) KöM rendeletének értelmében a Budai-hegység területén lévő Ferenc-hegyei-barlang fokozottan védett barlang. Egyidejűleg a fokozottan védett barlangok körének megállapításáról szóló 1/1982. (III. 15.) OKTH rendelkezés hatályát veszti.
A 2003-ban kiadott, Magyarország fokozottan védett barlangjai című könyvben található ismertetésben az olvasható, hogy a barlang hossza 4390 m, amely hosszból 3330 m a felmért rész; 6000 m a becsült hossza, függőleges kiterjedése 41,7 m, vízszintes kiterjedése 252 m. A könyvben lévő, Egri Csaba és Nyerges Attila által készített hosszúsági lista szerint a Budai-hegységben lévő és 4762-4 barlangkataszteri számú Ferenc-hegyi-barlang Magyarország 7. leghosszabb barlangja 2002-ben. A 2002-ben 4390 m hosszú barlang 1977-ben 4000 m és 1987-ben 4000 m hosszú volt.
A 2005-ben megjelent, Magyar hegyisport és turista enciklopédia című kiadványban önálló szócikke van a barlangnak. A szócikk szerint az 1982-től fokozott védelem alatt álló Ferenc-hegyi-barlang (Aragonit-barlang) Budapest II. kerületében nyílik. Nevét a barlangot magába foglaló hegy miatt kapta a Rózsadomb alatt húzódó járatrendszer. Az életvédelmi okokból jelenleg már lebetonozott bejáratát 1933-ban találták meg a Törökvész út csatornázása közben. A ma használatos, 262 m tszf. magasságban elhelyezkedő mesterséges bejárata a Ferenchegyi út É-i oldalán, az Őzgida utca sarkán található fás-bokros területen van. A bonyolult alaprajzú üregrendszert eocén mészkőben és márgában hozta létre a feltörő melegvizek oldó hatása. A barlang 4400 m hosszú és majdnem 42 m függőleges kiterjedésű. Csak 270×120 m alapterületet foglalnak el a szűk, hasadékszerű, rombusz-hálózatot képező járatok. A falakat jellegzetes oldásformák, kagylók, csatornák, gömbüstök, gömbfülkék, forráscsövek, illetve kalcitszivacs, borsókő, barit és lublinit ásványok ékesítik. Engedéllyel tekinthető meg a lezárt barlang. Légúti megbetegedésben szenvedő gyerekek számára betegségmegelőző és sportterápiás célokra hasznosítják a barlangot.
A barlangban 1997 óta barlangi sportterápia-program működik, melyen 6–14 év közötti, asztmás, légúti allergiás gyerekek vesznek részt betegség megelőzése és rehabilitáció miatt. Kalinovits Sándor szócikkében meg van említve, hogy Kalinovits Sándor első jelentős barlangi eredményeit 1962-től 1968-ig a Ferenc-hegyi-barlang II.-től IV. főhasadéka feltárási munkálatainál érte el. Kessler Hubert szócikkében meg van említve, hogy Kessler Huberthez kapcsolódik a Ferenc-hegyi-barlang felfedezése (1933). Az első Kinizsi Kupa lebonyolítására 1978. május 14-én a Ferenc-hegyi-barlangban és a Francia-bányában került sor. A Rózsadomb és Vidéke Egyesület 1938-ban elhatározta, hogy mozgalmat indít a Budapest II. kerületében lévő barlangok feltárására. Abban az időben már jól ismert volt a Ferenc-hegyi-barlang. Szilvássy Andor szócikkében meg van említve, hogy 1954 és 1968 között a Ferenc-hegyi-barlang hosszát kb. 3 km-rel növelte meg a Szilvássy Andor által vezetett Vám- és Pénzügyőr SE.
2005. szeptember 1-től a környezetvédelmi és vízügyi miniszter 22/2005. (VIII. 31.) KvVM rendelete szerint a Duna–Ipoly Nemzeti Park Igazgatóság működési területén, a Budai-hegységben található Ferenc-hegyi-barlang a felügyelőség engedélyével látogatható. 2005. szeptember 1-től a környezetvédelmi és vízügyi miniszter 23/2005. (VIII. 31.) KvVM rendelete szerint a Budai-hegységben lévő Ferenc-hegyi-barlang fokozottan védett barlang. 2007. március 8-tól a környezetvédelmi és vízügyi miniszter 3/2007. (I. 22.) KvVM rendelete szerint a Duna–Ipoly Nemzeti Park Igazgatóság működési területén lévő Budai-hegységben elhelyezkedő Ferenc-hegyi-barlang az igazgatóság engedélyével tekinthető meg.
2013. július 19-től a vidékfejlesztési miniszter 58/2013. (VII. 11.) VM rendelete szerint a Ferenc-hegyi-barlang (Budai-hegység, Duna–Ipoly Nemzeti Park Igazgatóság működési területe) az igazgatóság hozzájárulásával látogatható. A 2012–2014. évi Karszt és Barlangban közölve lett, hogy a turistáknak kiépített Ferenc-hegyi-barlangot 2012-ben 500 fő, 2013-ban 520 fő, 2014-ben 540 fő látogatta meg overállos barlangtúrán. 2015. november 3-tól a földművelésügyi miniszter 66/2015. (X. 26.) FM rendelete szerint a Ferenc-hegyi-barlang (Budai-hegység) fokozottan védett barlang. 2021. május 10-től az agrárminiszter 17/2021. (IV. 9.) AM rendelete szerint a Ferenc-hegyi-barlang (Budai-hegység, Duna–Ipoly Nemzeti Park Igazgatóság működési területe) az igazgatóság engedélyével látogatható. A 13/1998. (V. 6.) KTM rendelet egyidejűleg hatályát veszti.

## Látogatási statisztika
A Ferenc-hegyi-barlang látogatóinak száma évenként:
| év              | 2006 | 2007 | 2008 | 2009 | 2010 | 2011 | 2012 | 2013 | 2014 | 2015 | 2016 | 2017 | 2018 |
| látogatók száma | –    | 1148 | 1352 | 1302 | 793  | 560  | 500  | 520  | 540  | 500  | 420  | 414  | 520  |

## További irodalom
- (Kessler Hubert): Az Egyetemiek a magyar barlangfeltárások szolgálatában. Magyar Turista Élet, 1942. április 30. (10. évf. 8. sz.) 5. old.
- Szentiványi József: Újabb adatok Magyarország ugróvillás rovarainak (Collembola) ismeretéhez. Folia Entomologica Hungarica, 1941. (6. köt.) 1–2. füz. 20–27. old.